# 始丰溪

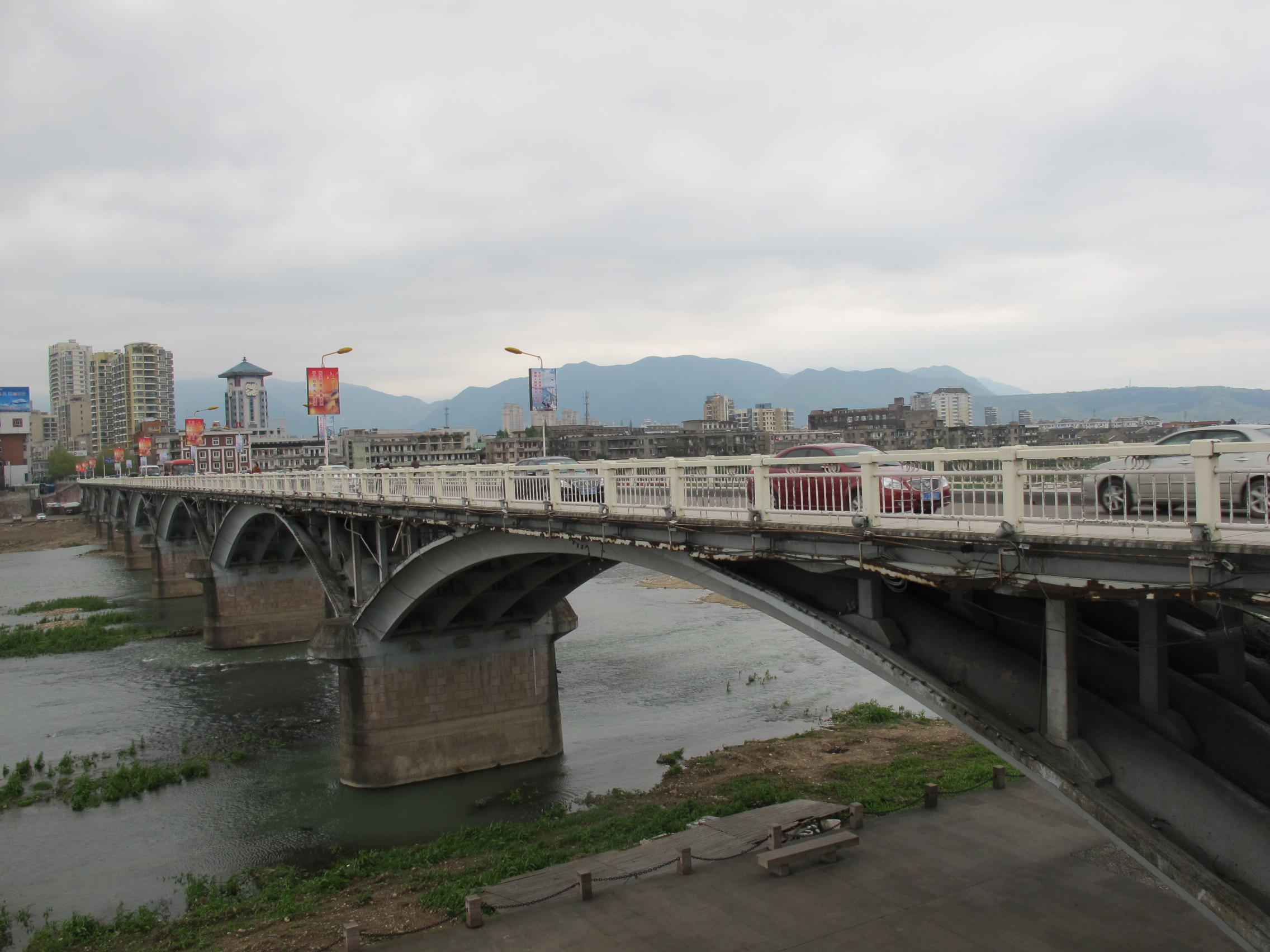
天台县始丰溪上的南门大桥。

始丰溪，位于中华人民共和国浙江省东部的一条河流，是灵江左岸支流，发源于金华市磐安县大盘镇西南大盘山主峰盘山尖南麓，蜿蜒向东北流经大盘镇、方前镇、里石门水库、台州市天台县龙溪乡、街头镇、平桥镇和天台县城，过县城后逐渐转向南流，经临海市河头镇、永丰镇，于永丰镇三江村汇入灵江。河长134千米，流域面积1616平方千米。